# Philippe Rozier
Philippe Rozier (Melun, 5 februari 1963) is een Frans ruiter, die gespecialiseerd is in springen. Tijdens de Olympische Zomerspelen 1984 behaalde Rozier de zesde plaats in de landenwedstrijd. Tien jaar later, tijdens de Wereldruiterspelen 1994 won Rozier de zilveren medaille in de landenwedstrijd. Zestien jaar na Rozier zijn olympische debuut nam Rozier voor de tweede maal deel aan de Olympische Zomerspelen en eindigde toen met de ploeg net buiten de medailles. Rozier zijn derde olympische treden was zestien jaar na zijn tweede optreden. In Rio de Janeiro won Rozier de gouden medaille in de landenwedstrijd. Rozier zijn vader Marcel Rozier werd in 1976 olympisch kampioen in de landenwedstrijd springconcours.

## Resultaten
- Olympische Zomerspelen 1984 in Los Angeles 20e individueel springen met Jiva
- Olympische Zomerspelen 1984 in Los Angeles 6e landenwedstrijd springen met Jiva
- Wereldruiterspelen 1994 in Den Haag 9e individueel springen met Baiko Rocco V
- Wereldruiterspelen 1994 in Den Haag  landenwedstrijd springen met Baiko Rocco V
- Olympische Zomerspelen 2000 in Sydney voorrondes individueel springen met Barbarian
- Olympische Zomerspelen 2000 in Sydney 4e landenwedstrijd springen met Hello Barbarian
- Olympische Zomerspelen 2016 in Rio de Janeiro 23e individueel springen met Rahotep de Toscane
- Olympische Zomerspelen 2016 in Rio de Janeiro  landenwedstrijd springen met Rahotep de Toscane

1912: Lewenhaupt, Kilman, von Rosen ·
1920: König, von Rosen, Norling ·
1924: Thelning, Ståhle, Lundström ·
1928: Navarro, Álvarez, García ·
1936: Hasse, von Barnekow, Brandt ·
1948: Mariles, Uriza, Valdés ·
1952: White, Stewart, Llewellyn ·
1956: Winkler, Thiedemann, Lütke-Westhues ·
1960: Winkler, Thiedemann, Schockemöhle ·
1964: Schridde, Jarasinski, Winkler ·
1968: Day, Gayford, Elder ·
1972: Ligges, Wiltfang, Steenken, Winkler ·
1976: Parot, Rozier, Roguet, Roche ·
1980: Tsjoekanov, Poganovsky, Asmaje, Korolkov ·
1984: Fargis, Homfeld, Burr Howard, Smith ·
1988: Beerbaum, Brinkmann, Hafemeister, Sloothaak ·
1992: Raijmakers, Romp, Tops, Lansink ·
1996: Sloothaak, Nieberg, Kirchhoff, Beerbaum ·
2000: Beerbaum, Nieberg, Ehning, Becker ·
2004: Wylde, Ward, Madden, Kappler ·
2008: Ward, Kraut, Simpson, Madden ·
2012: Skelton, Maher, Brash, Charles ·
2016: Rozier, Staut, Bost, Leprévost ·
2020: von Eckermann, Baryard-Johnsson, Fredricson ·
2024: Maher, Charles, Brash